# 아시아 태평양 이사회
아시아 태평양 이사회(亞細亞太平洋理事會, Asian and Pacific Council), 아시아 태평양 각료이사회 또는 아시아 태평양 각료회의는 1966년에 대한민국이 주도해 창설한 국제 기구이다. 머리글자를 따서 아스팍(ASPAC)이라고 부른다. 대한민국, 오스트레일리아, 중화민국, 일본, 말레이시아, 뉴질랜드, 필리핀, 태국, 베트남 공화국 등 9개국을 회원국으로 하고 라오스 왕국, 인도네시아를 업저버로 하여 발전하여 왔다. 회원국 상호간의 유대와 결속을 강화하고, 정치·경제·사회·문화 등 제분야에서 협력을 증진함으로써 자유·평화 그리고 새로운 아시아·태평양 공동사회(共同社會)를 건설할 것을 목적으로 하였다.
아시아와 태평양 지역 여러 국가들의 유대와 협력을 목적으로 창설되었다. 제3공화국 외무부장관 이동원이 여론의 반대에도 불구하고 "아스팍 창설로 한국의 국제위상이 올라가면 경제적으로 유리해진다"는 논리로 대통령 박정희를 설득해 창설했다. 1966년 6월 14일부터 16일까지 서울에서 창립 총회(제1차 각료회의)가 열린 이래 방콕에서의 제2차 각료회의(1967년), 오스트레일리아의 수도 캔버라에서의 제3차 각료회의(1968년), 일본 도쿄(東京) 남방 가와나에서의 제4차 각료회의(1969년), 뉴질랜드의 수도 웰링턴에서의 제5차 각료회의(1970년), 필리핀의 수도 마닐라에서의 제6차 각료회의(1971년)에 이어, 1972년 두 번째로 서울에서 제7차 각료회의를 개최하면서 아시아·태평양이 국제정치문제에 집단적 영향력을 행사함과 동시에, 아스팍의 이념·성격·기본원칙 등을 확립하고 상설적인 지역공동체(地域共同體)로서 발전해 나갈 수 있는 기반을 세웠다. 특히 1972년 서울에서의 제7차 각료 회의에서는 평화공존과 국제질서의 개편을 지향하는 1970년대의 세계 대세에 순응하려는 박정희 대통령의 기조연설 내용이 회원국들의 동조를 얻어, 아스팍을 지역내의 평화와 공동번영을 위해 비적대적·비정치적·비군사적인 경제·사회·문화·기술면의 순수한 지역협력 기구로 발전시켜 비회원국까지도 문호를 개방해 나갈 것을 결정하게 되었다. 아스팍은 이런 사업 목적을 위하여 사회문화센터·경제 협력센터 등 많은 부속기관을 설치하여 활동해 왔으나 1971년에 일어난 중화인민공화국의 유엔 가입, 아스팍 회원국과 중화인민공화국의 수교를 비롯한 국제정세의 변화로 1973년부터 총회가 무기한 연기되면서 활동을 중지했다.

## 같이 보기
- 아시아 태평양
- 아시아 태평양 경제협력체